# Elezioni presidenziali in Corea del Sud del 2022
Le elezioni presidenziali in Corea del Sud del 2022 si sono tenute il 9 marzo per eleggere il tredicesimo Presidente della Repubblica di Corea. 
Con uno dei margini elettorali più piccoli della storia del Paese (0,73%, pari a 247.077 voti di scarto), è stato eletto il conservatore Yoon Seok-yeol.
Il Presidente uscente, Moon Jae-in, essendo limitato dalla Costituzione ad un solo mandato, non ha potuto ripresentarsi per la rielezione.

## Sistema elettorale
La legge elettorale sud-coreana per le elezioni presidenziali prevede che il Presidente sia eletto secondo un sistema maggioritario secco: vince, cioè, il candidato che ottiene il maggior numero di voti (Pluralità).

## Risultati
| Yoon Seok-yeol  | Partito del Potere Popolare                          | 16 394 815 | 48,56 |  |  |  |  |  |
| Lee Jae-Myung   | Partito Democratico di Corea                         | 16 147 738 | 47,83 |  |  |  |  |  |
| Sim Sang-jung   | Partito della Giustizia                              | 803 358    | 2,38  |  |  |  |  |  |
| Huh Kyung-young | Partito Rivoluzionario Nazionale della Corea del Sud | 281 481    | 0,83  |  |  |  |  |  |
| Kim Jae-yeon    | Partito Progressista della Corea del Sud             | 37 366     | 0,11  |  |  |  |  |  |
| Cho Won-jin     | Il Nostro Partito Repubblicano                       | 25 972     | 0,08  |  |  |  |  |  |
| Oh Jun-ho       | Partito del Reddito di Base                          | 18 105     | 0,05  |  |  |  |  |  |
| Kim Min-chan    | Alleanza dello Stile Coreano                         | 17 305     | 0,05  |  |  |  |  |  |
| Lee Gyeong-hee  | Unificazione Coreana                                 | 11 708     | 0,03  |  |  |  |  |  |
| Lee Baek-yun    | Partito Laburista della Corea del Sud                | 9 176      | 0,03  |  |  |  |  |  |
| Kim Gyeong-jae  | Nuova Unione Liberal-Democratica                     | 8 317      | 0,02  |  |  |  |  |  |
| Ok Un-ho        | Partito Saenuri                                      | 4 970      | 0,01  |  |  |  |  |  |
| Totale          | Totale                                               | 33 760 311 | 100   |  |  |  |  |  |
|                 |                                                      |            |       |  |  |  |  |  |
| Voti non validi | Voti non validi                                      | 307 542    | 0,90  |  |  |  |  |  |
| Votanti         | Votanti                                              | 34 067 853 | 77,08 |  |  |  |  |  |
| Elettori        | Elettori                                             | 44 197 692 |       |  |  |  |  |  |

| Yoon Suk-yeol |  | 48,56% |
| Lee Jae-Myung |  | 47,83% |
| Sim Sang-jung |  | 2,38%  |
| Altri         |  | 1,23%  |